# Ibitiruna fenestrata
Ibitiruna fenestrata là một loài bọ cánh cứng trong họ Cerambycidae.